# Gewöhnlicher Schaufelläufer

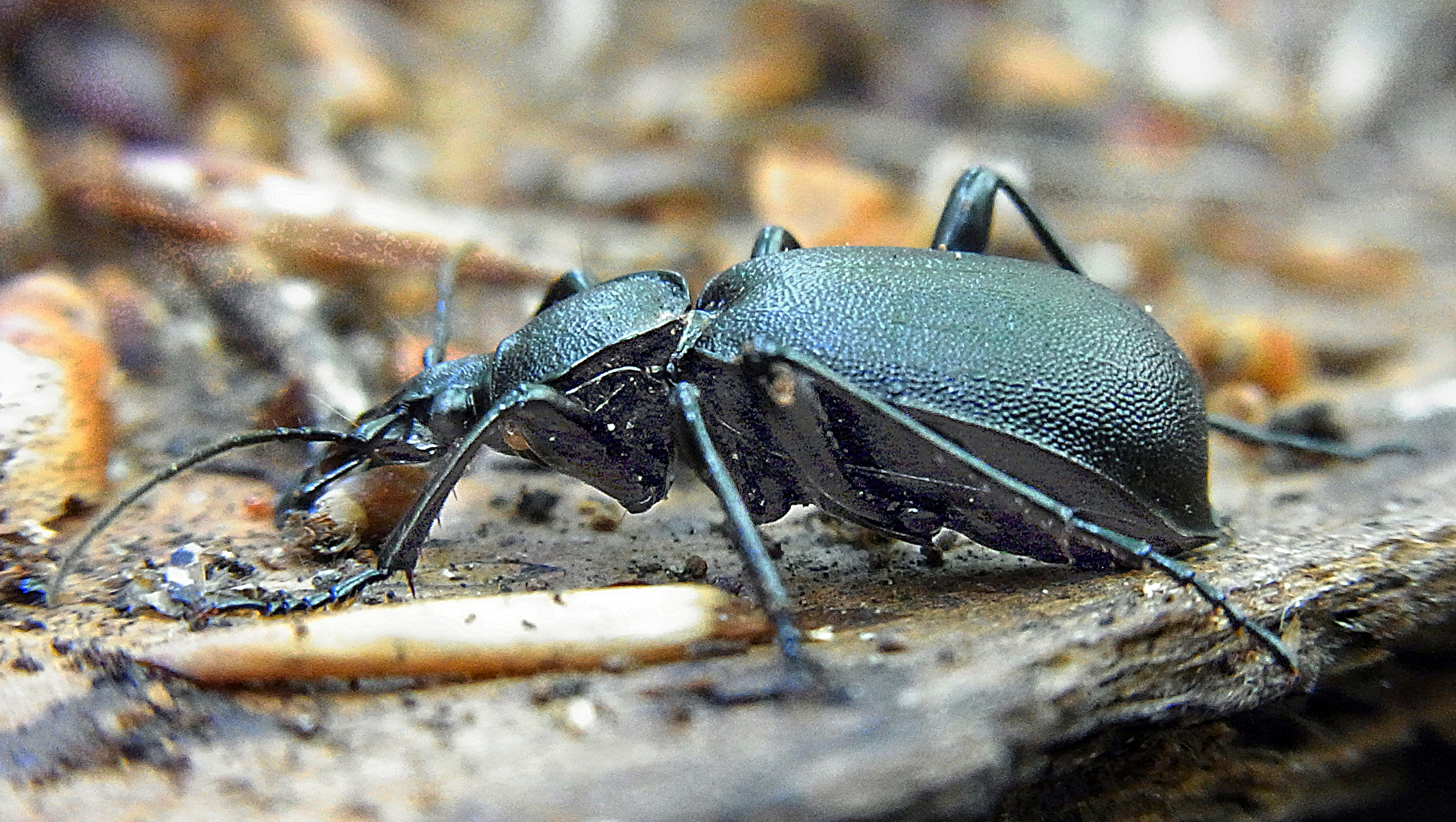
Seitenansicht

Der Gewöhnliche Schaufelläufer oder Körnige Schaufelläufer (Cychrus caraboides) ist ein Laufkäfer aus der Familie der Laufkäfer (Carabidae).

## Merkmale
Die Käfer werden 12,5 bis 20 Millimeter lang und haben einen besonders langgestreckten Kopf. Der Halsschild ist schmäler als lang, die fein längs gerunzelten Deckflügel sind oval geformt und am Ende spitz zulaufend. Die Epipleuren sind sehr breit. Die Tiere haben einen vollkommen schwarz gefärbten Körper, der im Gegensatz zum Schmalen Schaufelläufer (Cychrus attenuatus) weniger auffällig glänzt. Es gibt Unterarten, die entweder gedrungener und glänzender (C. attenuatus caraboides) bzw. langgestreckter und matter gefärbt (C. attenuatus rostratus) sind.

## Vorkommen
Die Art kommt in Europa vom Norden Spaniens über Süditalien bis in den Balkan, im Norden bis über den Polarkreis hinaus vor. Sie lebt in und um feuchte Wälder und am Rande von Bergwiesen, sowohl im Flachland als auch in Höhen von bis zu 2.000 Metern. Sie ist häufig zu finden. 

## Lebensweise
Die nachtaktiven Imagines ernähren sich vorwiegend von Schnecken aber auch von Würmern, anderen kleinen Tieren und Aas. Bei Gehäuseschnecken können sie durch ihren schmalen Vorderkörper weit in das Gehäuse eindringen. Tagsüber halten sie sich unter Rinde, Totholz, Steinen oder Moos verborgen. Die Überwinterung kann sowohl als Larve als auch als ausgewachsenes Tier stattfinden. Meist schlüpfen die Käfer im Spätsommer und überwintern dann versteckt unter Moos, Totholz oder Rinde. 